# Pytäränsaari
Pytäränsaari är en ö i Finland.   Den ligger i kommunen Ruokolax i den ekonomiska regionen  Imatra ekonomiska region  och landskapet Södra Karelen, i den södra delen av landet, 240 km nordost om huvudstaden Helsingfors.